# One Last Time
One Last Time — студійний альбом американського блюзового музиканта Чемпіона Джека Дюпрі, випущений посмертно 1993 року лейблом Bullseye Blues.

## Про альбом
One Last Time був записаний на студії Ultrasonic Studios в Новому Орлеані, Луїзіана і спродюсований Роном Леві. На сесії Дюпрі (фортепіано і вокал) грає з гуртом, до якого увійшли Сакс Гордон, Ерл Тербінгтон-молодший і Лінвуд «Кукі» Кук (усі — саксофон), Кенн Лендінг (гітара), Волтер Пейтон-молодший (бас-гітара), Керрі Браун (ударні) і Бо Долліс (тамбурин) і «Ліл Кріп» Адамс (тронка) (. Матеріал платівки складається з 10, переважно, власних композицій піаніста.
Альбом, випущений посмертно (Дюпрі помер у січні 1992 року) на Bullseye Blues 1993 року на CD і касеті, став третім і останнім для піаніста на цьому лейблі.

## Реакція критиків
Оглядач AllMusic Білл Даль в своїй рецензії поставив One Last Time оцінку 3 з 5 написавши, що «останній альбом Дюпрі для лейблу, трохи послідовніший, ніж його попередній, але не порівняти його з першим.».

## Список композицій
| #   | Назва                                       | Автор                            | Тривалість |
| --- | ------------------------------------------- | -------------------------------- | ---------- |
| 1.  | «Bad Blood»                                 | Чемпіон Джек Дюпрі               | 3:45       |
| 2.  | «She's Jail Bait»                           | Чемпіон Джек Дюпрі               | 5:55       |
| 3.  | «Somebody Done Changed The Lock On My Door» | Чемпіон Джек Дюпрі, Ларрі Мартін | 5:30       |
| 4.  | «Bring Me Flowers»                          | Чемпіон Джек Дюпрі               | 5:52       |
| 5.  | «Hey Mary»                                  | Чемпіон Джек Дюпрі               | 3:25       |
| 6.  | «Drinkin' Wine, Spo-Dee-O-Dee»              | Стікс Макгі, Дж. Майо Вільямс    | 5:50       |
| 7.  | «You Can Make It»                           | Чемпіон Джек Дюпрі               | 5:00       |
| 8.  | «Big Leg Emma»                              | Чемпіон Джек Дюпрі               | 3:50       |
| 9.  | «Early in the Morning»                      | Чемпіон Джек Дюпрі               | 4:45       |
| 10. | «School Days»                               | Чемпіон Джек Дюпрі               | 5:20       |

## Учасники запису
- Чемпіон Джек Дюпрі — вокал, фортепіано
- Кенн Лендінг — гітара
- Ерл Тербінгтон-молодший — альт-саксофон
- Волтер Пейтон-молодший — бас-гітара
- Керрі Браун — ударні
- Бо Долліс — тамбурин
- «Ліл Кріп» Адамс — тронка
- Лінвуд «Кукі» Кук — тенор-саксофон (8, 9)
- Сакс Гордон — баритон-саксофон

Технічний персонал
- Рон Леві — продюсер
- Боб Кемпф, Джей Галлахер — звукоінженери
- Джо Брешо — мастеринг
- Ненсі Гівен — дизайн
- Рік Олівер — фотографія